# Paramount Streaming
Paramount Streaming (anteriormente conhecida como CBS Digital Media Group, CBS Interactive e ViacomCBS Streaming) é uma empresa de mídia americana, divisão da Paramount Global, que supervisiona o setor de streaming da empresa e oferece serviços direct-to-consumer, gratuitos, premium e pagos. Isso inclui a Pluto TV, que tem mais de 250 canais ao vivo e originais, e o Paramount+, um serviço de assinatura que combina notícias, esportes ao vivo e entretenimento premium. É dirigida por Tom Ryan.

## História

### Como CBS Interactive
Em 30 de maio de 2007, a CBS Interactive adquiriu a Last.fm por £ 140 milhões (US $ 280 milhões).
Em 30 de junho de 2008, a CNET Networks foi adquirida pela CBS, e seus direitos foram incorporados pela CBS Interactive, incluindo Metacritic, GameSpot, TV.com e Movietome.
Em 15 de março de 2012, foi anunciado que a CBS Interactive adquiriu o site Giant Bomb, baseado em videogames, e o site cômico Comic Vine, da Whiskey Media, que vendeu seus outros sites restantes para a BermanBraun. Esta ocasião marcou o retorno do jornalista de jogos eletrônicos Jeff Gerstmann à divisão da CBS Interactive de sites de videogames, que inclui a GameSpot e GameFAQs, e Gerstmann mais uma vez trabalhou diretamente com alguns de seus ex-colegas na GameSpot sob o mesmo prédio na sede da CBS Interactive.
Em 17 de abril de 2012, foi anunciado que a Major League Gaming e a CBS Interactive estariam firmando uma parceria com a TwitchTV para ser a única emissora on-line exclusiva de suas competições de Pro Circuit, bem como para representação de publicidade.

### A partir da refusão Viacom/CBS
Em 4 de novembro de 2019, a Variety informou que Jim Lanzone deixaria a empresa após 9 anos para se tornar um executivo residente na Benchmark Capital e seria sucedido por Marc DeBevoise.
A CBS Corporation, controladora da CBS Interactive, se fundiu com a empresa-irmã Viacom em 4 de dezembro de 2019, formando a ViacomCBS.
Em 14 de setembro de 2020, foi anunciado que a Red Ventures adquiriria o CNET Media Group da ViacomCBS por US$ 500 milhões, que foi consumado em 30 de outubro de 2020.
Após a venda do CNET Media Group, a CBS Interactive foi dissolvida após uma reestruturação organizacional e renomeada ViacomCBS Streaming para acelerar as estratégias direct-to-consumer via streaming da ViacomCBS.
Em 4 de março de 2021, a ViacomCBS Streaming renomeou o CBS All Access para Paramount+, expandindo também o acervo de conteúdo disponível no serviço.

O ViacomCBS Streaming foi renomeado como Paramount Streaming, em linha com o rebranding da ViacomCBS para Paramount Global em fevereiro de 2022.